# Kim Woo-young
Kim Woo-young (* 17. Juni 1988 in Seoul) ist ein südkoreanischer Eishockeyspieler, der seit 2017 bei dem Daemyung Killer Whales in der Asia League Ice Hockey unter Vertrag steht.

## Karriere
Kim Woo-young begann seine Karriere als Eishockeyspieler in der Mannschaft der Korea University. Dort wurde Anyang Halla auf ihn aufmerksam und er wechselte 2011 zu dem Team aus der Asia League Ice Hockey. Zu Beginn der Saison 2012/13 spielte er kurzzeitig in Finnland, wo er ein Spiel beim Zweitligisten HC Keski-Uusimaa und sechs Partien für die Porvoo Hunters aus der drittklassigen Suomi-sarja bestritt. In der Spielzeit 2013/14 fungierte er als Mannschaftskapitän von Anyang Halla. Von 2015 bis 2017 spielte er für Daemyung Sangmu, ehe er zu den Daemyung Killer Whales wechselte.

### International
Für Südkorea nahm Kim Woo-young bereits an der Division I der U18-Weltmeisterschaft 2006 und der Division II der U20-Weltmeisterschaft 2008 teil.
Für die Herren-Nationalmannschaft wurde er erstmals bei der Division II der Weltmeisterschaft 2009 nominiert und stieg mit seiner Mannschaft in die Division I auf. 2011 und 2012 vertrat Kim sein Land bei den Weltmeisterschaften der Division I. Nach dem Aufstieg durch ein 3:2 gegen Gastgeber Polen spielte Südkorea bei der folgenden Weltmeisterschaft 2013 erstmals in der A-Gruppe der Division I. Bei der Weltmeisterschaft 2014 musste er mit den Südkoreanern dann allerdings den Abstieg in die B-Gruppe hinnehmen.
Zudem nahm er mit der südkoreanischen Mannschaft im November 2012 am Qualifikationsturnier für die Olympischen Winterspiele 2014 in Sotschi teil.

## Erfolge und Auszeichnungen
- 2009 Aufstieg in die Division I bei der Weltmeisterschaft der Division II, Gruppe B
- 2012 Aufstieg in die Division I, Gruppe A, bei der Weltmeisterschaft der Division I, Gruppe B

## Asia-League-Statistik
(Stand: Ende der Saison 2019/20)